# Black Butler – Ein Teufel von einem Butler
Black Butler – Ein Teufel von einem Butler (jap. 黒執事, Kuroshitsuji) ist ein japanischer Realfilm aus dem Jahr 2014, von den Regisseuren Kentarō Ōtani und Kei'ichi Satō. Er basiert auf den gleichnamigen Manga Black Butler, basiert jedoch auf einer alternativen Geschichte.

## Handlung
In der nahen Zukunft (2020) ist die Welt in zwei Nationen geteilt, in eine westliche und eine östliche. Die westliche Nation ist geprägt von einer eisernen Monarchie. Sie besitzt viele Spione (auch „Wachhunde der Königin“ genannt), welche in der östlichen Nation operieren; Shiori Genpō ist eine von diesen Spionen. Sie gibt sich lange Zeit als Mann aus, sodass sie die Leitung über die Spielzeugfirma ihrer Eltern übernehmen kann.
Sie nahm diese ganzen Strapazen auf sich, um den Tod ihrer Eltern rächen zu können. Bei diesem Unterfangen hilft ihr der Dämon Sebastian Michaelis, allerdings musste Shiori dafür ihre Seele an ihn verkaufen. Zusammen wollen sie einen Auftrag von der Königin erledigen. Dieser Auftrag lässt Shiori grübeln, denn es werden Personen – meist mit einem guten Ansehen – aufgefunden, die unerklärlicherweise mumifiziert sind und das so, als seien sie schon jahrelang tot. Nach und nach gelangen sie zu der Erkenntnis, dass hinter diesem Fall noch mehr steckt, als zunächst angenommen.

### Unterschiede zum Manga und zum Anime
Der Film unterscheidet sich (von der Ausgangssituation und den Protagonisten) vom Manga bzw. vom Anime. Während es im Manga bzw. Anime um die Geschichte des 12-jährigen Jungen Ciel Phantomhive im 19. Jahrhundert geht, behandelt der Film die Geschichte der jungen Shiori Genpō und spielt in der nahen Zukunft.

## Hintergrund
Der Film wurde erstmals am 18. Januar 2014 in japanischen Kinos aufgeführt. In Deutschland wird der Film seit dem 7. August 2014 durch die Tiberius Film GmbH vertrieben.

## Rezeption
Den Produzenten wird vorgeworfen, dem visuellen Aspekt eine höhere Priorität gegeben zu haben als der Handlung. 

„Black Butler ist eine schwelgerische, etwas selbstverliebte Verfilmung eines Kult-Mangas, die zu sehr auf Bilder, denn auf eine packende Story und/oder liebenswert gezeichnete Figuren setzt- hübsch anzuschauen, aber bis auf die finale Melancholie irgendwie seelenlos.“

Während die Webseite Literra.info den Schauspielern ein gewisses „Overacting“ zuschreibt, aber die Darstellung im Großen und Ganzen für konventionell hält.

„Ein gewisses Overacting kann man den Darstellern zwar nicht absprechen, doch präsentiert sich BLACK BUTLER im Vergleich zu anderen Japan-Filmen insgesamt als sehr gemäßigt und konventionell. […] Die Regie dreht in den Kampfszenen auf, verhält sich im Großen und Ganzen aber recht unauffällig.“

Der Film spielte in Japan 5,2 Mio. USD ein.